# Badminton 1985
Höhepunkte des Badmintonjahres 1985 waren die Weltmeisterschaft, die Asienmeisterschaft und das Malaysian Masters. 
== World Badminton Grand Prix ==
| Veranstaltung       | Herreneinzel        | Dameneinzel             | Herrendoppel                       | Damendoppel                     | Mixed                           |
| ------------------- | ------------------- | ----------------------- | ---------------------------------- | ------------------------------- | ------------------------------- |
| Hong Kong Open      | Yang Yang           | Han Aiping              | Jesper Helledie Steen Fladberg     | Han Aiping Xu Rong              | Martin Dew Gillian Gilks        |
| Chinese Taipei Open | Lius Pongoh         | Helen Troke             | Hariamanto Kartono Rudy Heryanto   | Gillian Clark Nora Perry        | Martin Dew Gillian Gilks        |
| Japan Open          | Zhao Jianhua        | Wu Jianqiu              | Park Joo-bong Kim Moon-soo         | Kim Yun-ja Yoo Sang-hee         | Billy Gilliland Gillian Gowers  |
| Dutch Open          | Michael Kjeldsen    | Kirsten Larsen          | Steen Fladberg Jesper Helledie     | Gillian Clark Gillian Gowers    | Steen Fladberg Gitte Paulsen    |
| German Open         | Nick Yates          | Qian Ping               | Li Yongbo Ding Qiqing              | Wu Jianqiu Guan Weizhen         | Martin Dew Gillian Gilks        |
| Denmark Open        | Morten Frost        | Zheng Yuli              | Li Yongbo Tian Bingyi              | Kim Yun-ja Yoo Sang-hee         | Dipak Tailor Nora Perry         |
| Swedish Open        | Han Jian            | Han Aiping              | Li Yongbo Ding Qiqing              | Li Lingwei Han Aiping           | Stefan Karlsson Maria Bengtsson |
| All England         | Zhao Jianhua        | Han Aiping              | Kim Moon-soo Park Joo-bong         | Han Aiping Li Lingwei           | Billy Gilliland Nora Perry      |
| Weltmeisterschaft   | Han Jian            | Han Aiping              | Kim Moon-soo Park Joo-bong         | Han Aiping Li Lingwei           | Park Joo-bong Yoo Sang-hee      |
| Thailand Open       | Icuk Sugiarto       | Wu Jianqiu              | Rudy Heryanto Bobby Ertanto        | Guan Weizhen Wu Jianqiu         | nicht ausgetragen               |
| Malaysia Open       | Misbun Sidek        | Gillian Gowers          | Razif Sidek Jalani Sidek           | Gillian Gowers Gillian Clark    | nicht ausgetragen               |
| Indonesia Open      | Han Jian            | Li Lingwei              | Liem Swie King Hariamanto Kartono  | Han Aiping Li Lingwei           | Martin Dew Gillian Gilks        |
| India Open          | Steve Baddeley      | Helen Troke             | Park Joo-bong Kim Moon-soo         | Hwang Sun-ai Kang Haeng-suk     | Steve Baddeley Gillian Gowers   |
| Victor Cup          | abgesagt            | abgesagt                | abgesagt                           | abgesagt                        | abgesagt                        |
| English Masters     | Morten Frost        | Kirsten Larsen          | Andy Goode Nigel Tier              | Karen Beckman Sara Halsall      | Billy Gilliland Gillian Gowers  |
| Scandinavian Open   | Morten Frost        | Kim Yun-ja              | Steen Fladberg Jesper Helledie     | Kim Yun-ja Yoo Sang-hee         | Nigel Tier Gillian Gowers       |
| Canadian Open       | Jens Peter Nierhoff | Claire Backhouse-Sharpe | Jens Peter Nierhoff Henrik Svarrer | Johanne Falardeau Denyse Julien | Billy Gilliland Nora Perry      |
| Scottish Open       | Sze Yu              | Christine Magnusson     | Mark Christiansen Michael Kjeldsen | Dorte Kjær Nettie Nielsen       | Billy Gilliland Gillian Gowers  |
| Grand Prix Finale   | Han Jian            | Li Lingwei              | nicht ausgetragen                  | nicht ausgetragen               | nicht ausgetragen               |

## Terminkalender
| Veranstaltung                              | Ort                 | Beginn             | Ende               |
| ------------------------------------------ | ------------------- | ------------------ | ------------------ |
| Hong Kong Open 1985                        | Hongkong            | 10. Januar 1985    | 13. Januar 1985    |
| Chinese Taipei Open 1985                   | Taipeh              | 17. Januar 1985    | 20. Januar 1985    |
| Westdeutsche Badmintonmeisterschaft 1985   | Mülheim an der Ruhr | 19. Januar 1985    | 20. Januar 1985    |
| Japan Open 1985                            | Tokio               | 22. Januar 1985    | 27. Januar 1985    |
| Japan Open 1985                            | Kiryū               | 22. Januar 1985    | 27. Januar 1985    |
| Deutsche Badmintonmeisterschaft 1985       | Berlin              | 1. Februar 1985    | 3. Februar 1985    |
| Polnische Badmintonmeisterschaft 1985      | Radom               | 1. Februar 1985    | 3. Februar 1985    |
| Dutch Open 1985                            | Nieuwegein          | 8. Februar 1985    | 10. Februar 1985   |
| German Juniors 1985                        | Gütersloh           | 8. Februar 1985    | 10. Februar 1985   |
| Irish Open 1985                            | Belfast             | 15. Februar 1985   | 17. Februar 1985   |
| Slowakische Badmintonmeisterschaft 1985    | Košice              | 16. Februar 1985   | 17. Februar 1985   |
| Belgian International 1985                 | Ostende             | 22. Februar 1985   | 24. Februar 1985   |
| German Open 1985                           | Rheinhausen         | 1. März 1985       | 3. März 1985       |
| Denmark Open 1985                          | Aalborg             | 7. März 1985       | 10. März 1985      |
| Swedish Open 1985                          | Malmö               | 14. März 1985      | 17. März 1985      |
| All England 1985                           | London              | 20. März 1985      | 24. März 1985      |
| Badminton-Junioreneuropameisterschaft 1985 | Pressbaum           | 30. März 1985      | 6. April 1985      |
| French Open 1985                           | Lille               | 6. April 1985      | 7. April 1985      |
| Badminton-Asienmeisterschaft 1985          | Kuala Lumpur        | 15. April 1985     | 21. April 1985     |
| DDR-Badmintonmeisterschaft 1985            | Dresden             | 17. Mai 1985       | 19. Mai 1985       |
| Plume d’Or 1985                            | A Coruña            | 18. Mai 1985       | 19. Mai 1985       |
| Badminton-Weltmeisterschaft 1985           | Calgary             | 10. Juni 1985      | 16. Juni 1985      |
| Thailand Open 1985                         | Bangkok             | 10. Juli 1985      | 14. Juli 1985      |
| Badminton bei den Sommer-Deaflympics 1985  | Los Angeles         | 10. Juli 1985      | 20. Juli 1985      |
| Malaysia Open 1985                         | Kuala Lumpur        | 16. Juli 1985      | 21. Juli 1985      |
| Indonesia Open 1985                        | Jakarta             | 23. Juli 1985      | 28. Juli 1985      |
| Spanish International 1985                 | Vigo                | 3. August 1985     | 4. August 1985     |
| Badminton World Cup 1985                   | Jakarta             | 2. September 1985  | 7. September 1985  |
| India Open 1985                            | Neu-Delhi           | 18. September 1985 | 22. September 1985 |
| Jamaikanische Badmintonmeisterschaft 1985  | Kingston            | 5. Oktober 1985    | 7. Oktober 1985    |
| US Open 1985                               | Manhattan Beach     | 14. November 1985  | 17. November 1985  |
| Nordische Badmintonmeisterschaft 1985      | Karlskrona          | 16. November 1985  | 17. November 1985  |
| Polish International 1985                  | Warschau            | 20. November 1985  | 22. November 1985  |
| Badminton bei den Südostasienspielen 1985  | Bangkok             | 9. Dezember 1985   | 15. Dezember 1985  |
| World Badminton Grand Prix 1985 (Finale)   | Tokio               | 12. Dezember 1985  | 15. Dezember 1985  |
| Japanische Badmintonmeisterschaft 1985     | Nagoya              | 17. Dezember 1985  | 22. Dezember 1985  |